# Љуба Тадић
Љyбомир Љуба Тадић (Урошевац, 31. мај 1929 — Београд, 28. октобар 2005) био је српски и југословенски глумац.

## Биографија
Рођен је 31. маја 1929. године у Урошевцу. Отац му је био Чачанин, који је предавао историју у гимназији на Косову, тако да су се он и његова три брата родили тамо. Студије глуме завршио је 1953. године у класи професора Јозе Лауренчића, на Академији за позоришну уметност.
Почео је као ученик Прве крагујевачке гимназије у позоришту „Јоаким Вујић“ у Крагујевцу, где је од 1944. до 1949. године одиграо око четрдесет улога, али је играо и у Београдском драмском позоришту (БДП), Народном позоришту у Београду, Југословенском драмском позоришту (ЈДП), Атељеу 212, у алтернативном позоришту „Магаза“, које је заједно са супругом основао 1983. године.
Био је ожењен балерином Вишњом Ђорђевић и глумицама Весном Крајином и Снежаном Никшић. Рођени брат Растко Тадић је био такође глумац, као и Љубин братанац Љубивоје.
Преминуо је 28. октобра 2005. године у Београду, у 76. години живота. Сахрањен је Алеји заслужних грађана на Новом гробљу у Београду.
Данас се велика сцена Југословенског драмског позоришта зове „Љуба Тадић“.

## Признања
- Седмојулска награда, највиша награда која се додељивала у Југославији, 1970. године
- Добричин прстен, као највиша глумачка награда за животно дело, 1980. године
- Награда „Павле Вуисић“ за изузетан допринос домаћем филму, 1996. године
- Стеријина награда, за улогу у представи На рубу памети, 1964. године
- Статуета Јоаким Вујић, за изузетан допринос развоју позоришне уметности Србије, 1985. године
- Добио је Златну арену 6 пута: 1956, 1964, 1968 (2), 1975 (2).
- Златна арена за најбољу главну мушку улогу у филму Велики и мали на Филмском фестивалу у Пули, 1956. године
- Златна арена за најбољу главну мушку улогу у филму Марш на Дрину на Филмском фестивалу у Пули, 1964. године
- Златна арена за најбољу главну мушку улогу у филмовима Пре истине и Вук са Проклетија на Филмском фестивалу у Пули, 1968. године
- Златна арена за најбољу главну мушку улогу у филмовима Страх и Доктор Младен на Филмском фестивалу у Пули, 1975. године
- Награда Цар Константин за улогу у филму Пре истине на Филмским сусретима у Нишу, 1968. године
- Награда Цар Константин за улогу у филму Доктор Младен на Филмским сусретима у Нишу, 1975. године
- Награда Фондације „Браћа Карић“, 2004. године

## Позоришне улоге
- Краљ Лир (Краљ Лир)
- Кад су цветале тикве (пуковник Перишић)
- Отело (Отело)
- Чекајући Годоа (Владимир)
- Прљаве руке (Одерер)
- Гардеробер (Сер)
- Стаклена менажерија (Син)
- Смрт трговачког путника (Биф)
- Сумрак (Медељ Крик)
- Одбрана Сократа и смрт (Сократ)

## Филмографија
|                   | 1950▼ | 1960▼ | 1970▼ | 1980▼ | 1990▼ | 2000▼ | Укупно |
| ----------------- | ----- | ----- | ----- | ----- | ----- | ----- | ------ |
| Дугометражни филм | 10    | 29    | 20    | 15    | 4     | 4     | 82     |
| ТВ филм           | 0     | 20    | 24    | 18    | 7     | 2     | 71     |
| ТВ серија         | 0     | 7     | 5     | 7     | 2     | 0     | 21     |
| ТВ мини серија    | 0     | 2     | 0     | 3     | 0     | 0     | 5      |
| ТВ кратки филм    | 0     | 2     | 2     | 2     | 0     | 0     | 6      |
| Кратки филм       | 1     | 0     | 0     | 1     | 1     | 0     | 3      |
| Укупно            | 11    | 60    | 51    | 46    | 14    | 6     | 188    |

| Год.       | Назив                                       | Улога                                       |
| ---------- | ------------------------------------------- | ------------------------------------------- |
| 1950.-те▲  |                                             |                                             |
| 1953.      | Била сам јача                               | Агент                                       |
| 1954.      | Сумњиво лице                                | Алекса Жуњић                                |
| 1955.      | Њих двојица                                 | Партизан у воденици                         |
| 1955.      | Лажни цар                                   | Поп                                         |
| 1955.      | Девојка и храст                             | Јосип                                       |
| 1955.      | Дјевојка и храст (Кратки филм)              |                                             |
| 1955.      | Њих двојица                                 |                                             |
| 1956.      | Зле паре                                    | Никола                                      |
| 1956.      | Велики и мали                               | Павле                                       |
| 1957.      | Није било узалуд                            |                                             |
| 1958.      | Алекса Дундић                               | Драгић                                      |
| 1959.      | Кампо Мамула                                | Професор Гарић                              |
| 1960.-те▲  |                                             |                                             |
| 1960.      | После биоскопа                              |                                             |
| 1960.      | Тројица (ТВ)                                |                                             |
| 1961.      | Песма                                       |                                             |
| 1961.      | Сиромашни мали људи                         |                                             |
| 1961.      | Први грађанин мале вароши                   | Никола                                      |
| 1961.      | Небески одред                               |                                             |
| 1962.      | Степа                                       | Јемељан                                     |
| 1962.      | Капи, воде, ратници                         |                                             |
| 1962.      | Чудна девојка                               | Пеђа                                        |
| 1962.      | Сибирска леди Магбет                        | Сергеј                                      |
| 1963.      | Инкогнито                                   |                                             |
| 1963.      | Сократова одбрана и смрт                    |                                             |
| 1963.      | Приче о јунацима (ТВ)                       |                                             |
| 1963.      | Афера Свети Фијакер                         |                                             |
| 1963.      | Два пресудна дана                           | Јегор Илић                                  |
| 1964.      | Отровна биљка                               |                                             |
| 1964.      | Аутобиографија утопљенице                   | Доктор Митар Балабан                        |
| 1964.      | На место, грађанине Покорни!                | Амазонац                                    |
| 1964.      | Огледало грађанина Покорног                 | Амазонац                                    |
| 1964.      | Марш на Дрину                               | мајор Курсула                               |
| 1965.      | После одмора                                |                                             |
| 1965.      | Инспектор                                   | Председник општине                          |
| 1965.      | Горки део реке                              | Илија                                       |
| 1966.      | Кад сам био мали                            |                                             |
| 1966.      | Мачка на прузи                              |                                             |
| 1966.      | Тестамент                                   |                                             |
| 1966.      | Сан                                         | Миле Грк                                    |
| 1966.      | Људи и папагаји                             | Приповедач                                  |
| 1967.      | Дивље семе                                  | Живота                                      |
| 1967.      | Ноћна кафана                                |                                             |
| 1967.      | Јутро                                       | Генерал Милан Прекић                        |
| 1967.      | Летови који се памте                        | Мајор Поповић                               |
| 1967.      | Круг двојком                                |                                             |
| 1967.      | Бомба у 10 и 10                             | Андреа                                      |
| 1967.      | Дежурна улица                               | Директор                                    |
| 1968.      | Вишња на Ташмајдану                         | Директор школе                              |
| 1968.      | Бекство                                     | Роман Валеријанович Хлудов                  |
| 1968.      | Првокласни хаос                             |                                             |
| 1968.      | Календар Јована Орловића                    | Јован                                       |
| 1968.      | Пре истине                                  | Страхиња Петровић                           |
| 1968.      | Делије                                      |                                             |
| 1968.      | Подне                                       | Љуба Тадић                                  |
| 1968.      | Прљаве руке                                 |                                             |
| 1968.      | Бурлеска о Грку                             |                                             |
| 1968.      | Вук са Проклетија                           | Ука                                         |
| 1968.      | Бекства                                     | Троскот                                     |
| 1968.      | На рубу памети                              | Доктор                                      |
| 1968.      | Брат доктора Хомера                         | Калуђер                                     |
| 1968.      | Comandamenti per un gangster                | Нортон                                      |
| 1968.      | У раскораку                                 | Дица                                        |
| 1969.      | Вели Јоже                                   |                                             |
| 1969.      | Нека далека свјетлост                       |                                             |
| 1969.      |                                             | Поп                                         |
| 1969.      | Време без рата                              |                                             |
| 1969.      | На дан пожара                               | Др Ранко Стричевић                          |
| 1969.      | Крвава бајка                                | Директор Павловић                           |
| 1969.      | Зазидани                                    | кажњеник                                    |
| 1969.      | Заобилазни Арчибалд                         | Арчибалд                                    |
| 1969.      | Преко мртвих                                | Стеван Јаковљевић                           |
| 1969.      | Силом отац                                  | Алекса Жуњић                                |
| 1969.      | Култура је човек                            |                                             |
| 1970.-те▲  |                                             |                                             |
| 1970.      | Ујка Вања                                   | Др Михаил Љвовиц Астров                     |
| 1970.      | Пут у рај                                   | Доктор                                      |
| 1970.      | Лепа парада                                 | Нафташ                                      |
| 1970.      | Жарки                                       |                                             |
| 1971.      | Клопка за генерала                          | Четнички Војвода Никола Калабић „Рас“       |
| 1971.      | Балада о свирепом...                        | Дмитар                                      |
| 1971.      | Сократова одбрана и смрт                    | Сократ                                      |
| 1971.      | Директор                                    |                                             |
| 1971.      | Дан дужи од године                          | Управник                                    |
| 1972.      | Село без сељака                             |                                             |
| 1972.      | Пораз (ТВ филм)                             |                                             |
| 1972.      | Савонарола и његови пријатељи               | Савонарола                                  |
| 1972.      | Злочин и казна                              | Порфирије Петрович                          |
| 1972.      | Девојка са Космаја                          |                                             |
| 1972.      | И Бог створи кафанску певачицу              |                                             |
| 1972.      | Мајстор и Маргарита                         | Понтије Пилат                               |
| 1973.      | Несрећа                                     |                                             |
| 1973.      | Сан доктора Мишића                          | Мишић                                       |
| 1973.      | Апотекар, блудница и велики доктор          |                                             |
| 1973.      | Бела кошуља                                 | Порфирије                                   |
| 1973.      | Павиљон број шест                           | Евгеније Фјодорович Хоботов                 |
| 1973.      | Сутјеска                                    | Сава Ковачевић                              |
| 1974.      | Одлазак Дамјана Радовановића                | Дамњан Радовановић                          |
| 1974.      | Црна листа                                  | Градоначелник                               |
| 1974.      | Димитрије Туцовић (ТВ серија)               | Прота Јеврем Туцовић                        |
| 1974.      | Страх                                       | Франц                                       |
| 1975.      | Доктор Младен                               | Младен Стојановић                           |
| 1975.      | Павле Павловић                              | министар Благојевић                         |
| 1975.      | Сунце те чува                               |                                             |
| 1975.      | Песма                                       | Андрија Вековић                             |
| 1976.      | Процес Ђордану Бруну                        | Ђордано Бруно                               |
| 1976.      | Последње наздравље                          |                                             |
| 1976.      | Беседе проте Матеје Ненадовића              |                                             |
| 1976.      | Коштана                                     | Митке                                       |
| 1976.      | Јовча                                       | Јовча                                       |
| 1976.      | Посета старе даме                           | Алфред                                      |
| 1976.      | Четири дана до смрти                        | Адвокат Хорват                              |
| 1977.      | Хајка                                       | Доктор Завишић                              |
| 1977.      | Никола Тесла                                | Џон Пиерпон Морган                          |
| 1977.      | Мирис пољског цвећа                         | Иван Васиљевић                              |
| 1978.      | Господарев зет (ТВ)                         |                                             |
| 1978.      | Томо Бакран                                 | Шеф полиције Кахун                          |
| 1978.      | Тренер                                      | Ленка                                       |
| 1978.      | Павиљон                                     |                                             |
| 1978.      | Квар                                        | уредник                                     |
| 1978.      | Повратак отписаних (ТВ серија)              | Генерал НОВЈ                                |
| 1978.      | Црно и бело као дан и ноћ                   | Стефан Коруга                               |
| 1979.      | Партизанска ескадрила                       | Партизански командант                       |
| 1979.      | Беседе                                      |                                             |
| 1979.      | Зарудела зора на Морави                     |                                             |
| 1980.-те▲  |                                             |                                             |
| 1980.      |                                             |                                             |
| 1980.      | Нешто из живота                             | Кум Милун                                   |
| 1980.      | Бисери од песама (ТВ кратки)                |                                             |
| 1980.      | Врућ ветар                                  | Муштерија за такси                          |
| 1980.      | Посебан третман                             | Др Илић                                     |
| 1981.      | Смрт пуковника Кузмановића                  | Пуковник Јован Кузмановић, брат Христивојев |
| 1981.      | На рубу памети (ТВ)                         |                                             |
| 1981.      | Песничке ведрине                            |                                             |
| 1981.      | Светозар Марковић                           | Михаил Бакуњин                              |
| 1982.      | Киклоп                                      | Маестро                                     |
| 1982.      | Дивље месо                                  | Димитрије Андрејевић                        |
| 1982.      | Микеланђело                                 | Милош Црњански                              |
| 1982.      | Три сестре                                  |                                             |
| 1982.      | Директан пренос                             | Председник омладине                         |
| 1982.      | Саблазан                                    | Поп                                         |
| 1983.      | Киклоп (ТВ серија)                          | Маестро                                     |
| 1983.      | Кошуља са адресама                          |                                             |
| 1983.      | Сумрак                                      |                                             |
| 1983.      | Карловачки доживљаји 1889                   |                                             |
| 1984.      | Џогинг                                      |                                             |
| 1984.      | Не тако давно                               |                                             |
| 1984.      | Андрић и Гоја                               | Гоја                                        |
| 1984.      | Нема проблема                               | Доктор                                      |
| 1985.      | Судбина уметника — Ђура Јакшић              | Владан Ђорђевић                             |
| 1985.      | Случај Лазе Костића                         | Лаза Костић, песник                         |
| 1986.      | Од злата јабука                             | Новак Вукобрат                              |
| 1986.      | Неозбиљни Бранислав Нушић                   | Миливоје Живановић „Агатон Арсић“           |
| 1986.      | Лијепе жене пролазе кроз град               | Матија                                      |
| 1986.      | Добровољци                                  |                                             |
| 1986.      | Житије Светог Саве                          |                                             |
| 1986.      | Тајна Лазе Лазаревића                       | Милорад Поповић Шапчанин                    |
| 1986.      | Штрајк у ткаоници ћилима                    |                                             |
| 1987.      |                                             |                                             |
| 1988.      | Портрет Илије Певца                         | Генерал Ковачевић                           |
| 1988.      | Византија                                   |                                             |
| 1988.      | Загубљен говор (ТВ серија)                  | Професор                                    |
| 1988.      | Ремингтон                                   |                                             |
| 1987—1988. | Вук Караџић                                 | Митрополит Стеван Стратимировић             |
| 1989.      | Бој на Косову                               | Султан Мурат I                              |
| 1989.      | Време чуда (ТВ серија)                      | поп Лука                                    |
| 1989.      | Време чуда                                  | поп Лука                                    |
| 1989.      | Бункер Палас хотел                          |                                             |
| 1990.-те▲  |                                             |                                             |
| 1990.      | Гала корисница: Атеље 212 кроз векове       |                                             |
| 1990.      | Виолински кључ                              | Виктор Алкалај                              |
| 1991.      | Сарајевске приче                            | Пуковник                                    |
| 1991.      | Глинени голубови                            |                                             |
| 1992.      | Девојка с лампом                            | Јован Бугарски                              |
| 1991—1995. | Театар у Срба                               | Беседник                                    |
| 1995.      | Не веруј жени која пуши гитанес без филтера |                                             |
| 1995.      |                                             |                                             |
| 1996.      | Нечиста крв                                 | Ефенди Мито                                 |
| 1997.      | Гардеробер                                  | Сир                                         |
| 1997.      | Танго је тужна мисао која се плеше          | Иван Лепић                                  |
| 1998.      | Британски гамбит                            | Јоркширски добровољац у четницима           |
| 1998.      | Буре барута                                 | Диригент оркестра                           |
| 2000.-те▲  |                                             |                                             |
| 2004.      | Беседе проте Матеје Ненадовића              | Прота Матеја Ненадовић                      |
| 2004.      | Последња Крапова трака                      | Крап                                        |
| 2004.      | Пољупци                                     | Михајло                                     |
| 2005.      | Буђење из мртвих                            | Отац                                        |
| 2006.      | Кројачева тајна                             | Порнограф                                   |
| 2006.      | Ствар срца                                  | Старац                                      |